# 餡

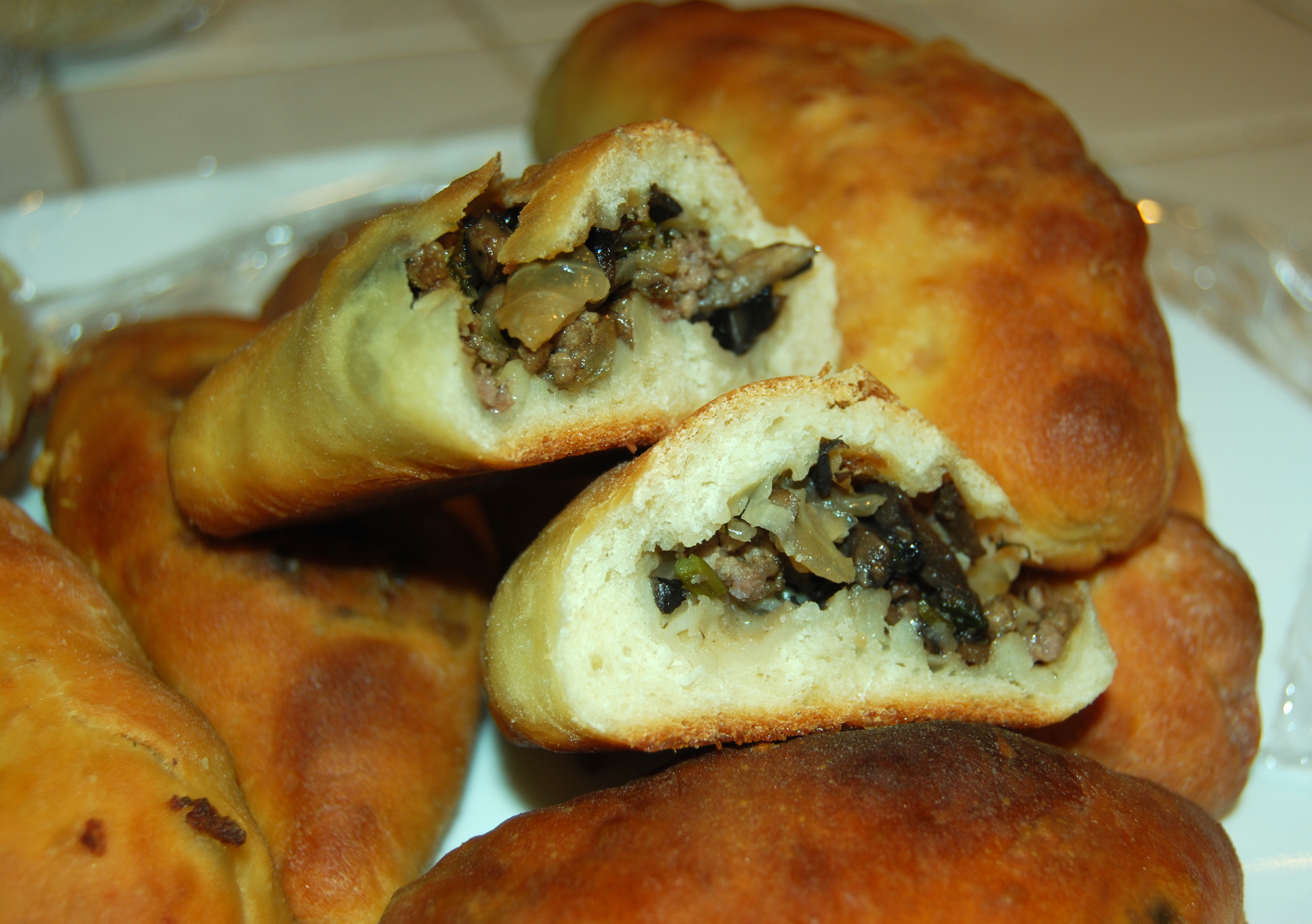
塞滿肉、蘑菇、米和洋蔥等餡料的皮羅什基

餡或稱餡料，是一種被填充於其他食物內空隙的食物，餡料的種類包括碎肉、豆類、蔬果等，而被填充的食物種類包括麵包、糕餅、家禽、蔬菜等。例如感恩節大餐中的火雞可能會用的芹菜、堅果和洋蔥做餡，今川燒可能用紅豆或奶油做餡。

## 外部連結
- 维基共享资源上的相關多媒體資源：餡

1. ↑  . BBC.   [2018-08-02]. （原始内容存档于2018-08-02） （英语）. （页面存档备份，存于）
2. ↑  余宗翰. . Yahoo. 2017-12-08  [20185-08-02]. （原始内容存档于2018-08-02） （中文（臺灣））.  （页面存档备份，存于）